# Knip (Westpunt)
Knip – osada (wijk) miejscowości Westpunt w dystrykcie Bandabou, w kraju autonomicznym Curaçao, należącym do Holandii, w Ameryce Południowej. 20 października 2023 r. liczyła 122 mieszkańców.  